# ヴィクシオン
ヴィクシオン株式会社（英: Vixion Corporation）は、2021年にHOYAからスピンアウトし独立したスタートアップ企業。
「見え方の課題をテクノロジーで解決する」をミッションにメガネ型ウェアラブルデバイスの開発を行っている。

## 概要
ヴィクシオンの前身はHOYAの社内ベンチャーとして設立された。網膜色素変性症などの夜盲症の患者向けのデバイスとして「MW10」の製品化を果したが、HOYAとしては研究開発投資を続けることは困難との判断に至り、2021年1月18日、開発チームの一部をスピンアウトする形でHOYAの関連会社として分社化し設立した。前述のとおり、HOYA時代の2018年から販売している暗所視支援眼鏡「HOYA MW10 HiKARI」の開発を継続している。
2023年6月29日に「HOYA MW10 HiKARI」に次ぐ主力製品として自動ピント調整アイウェア型デバイス「ViXion01」をクラウドファンディングで予約販売を開始。

## 製品

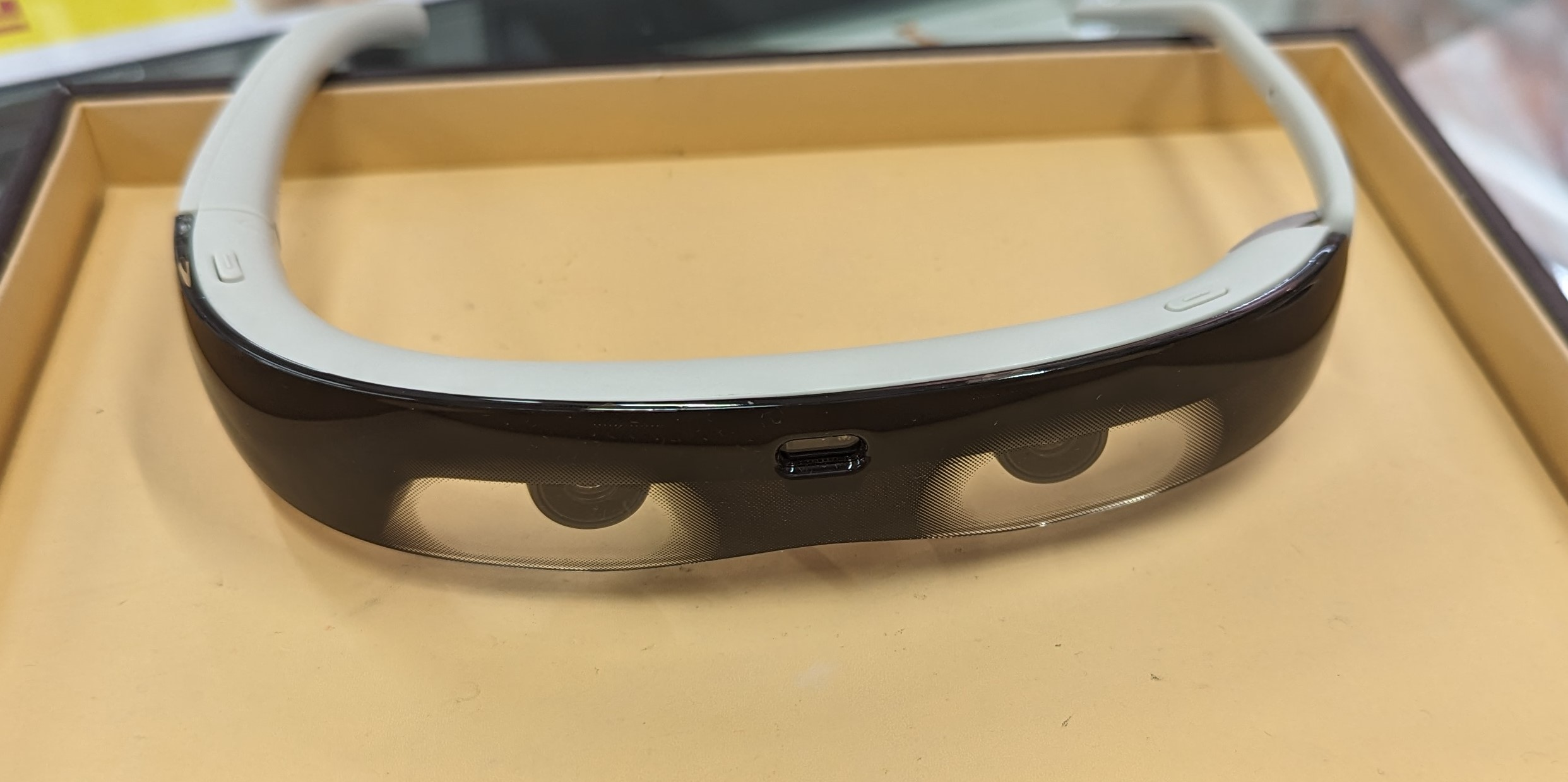
オートフォーカスアイウェアの「vixion01」

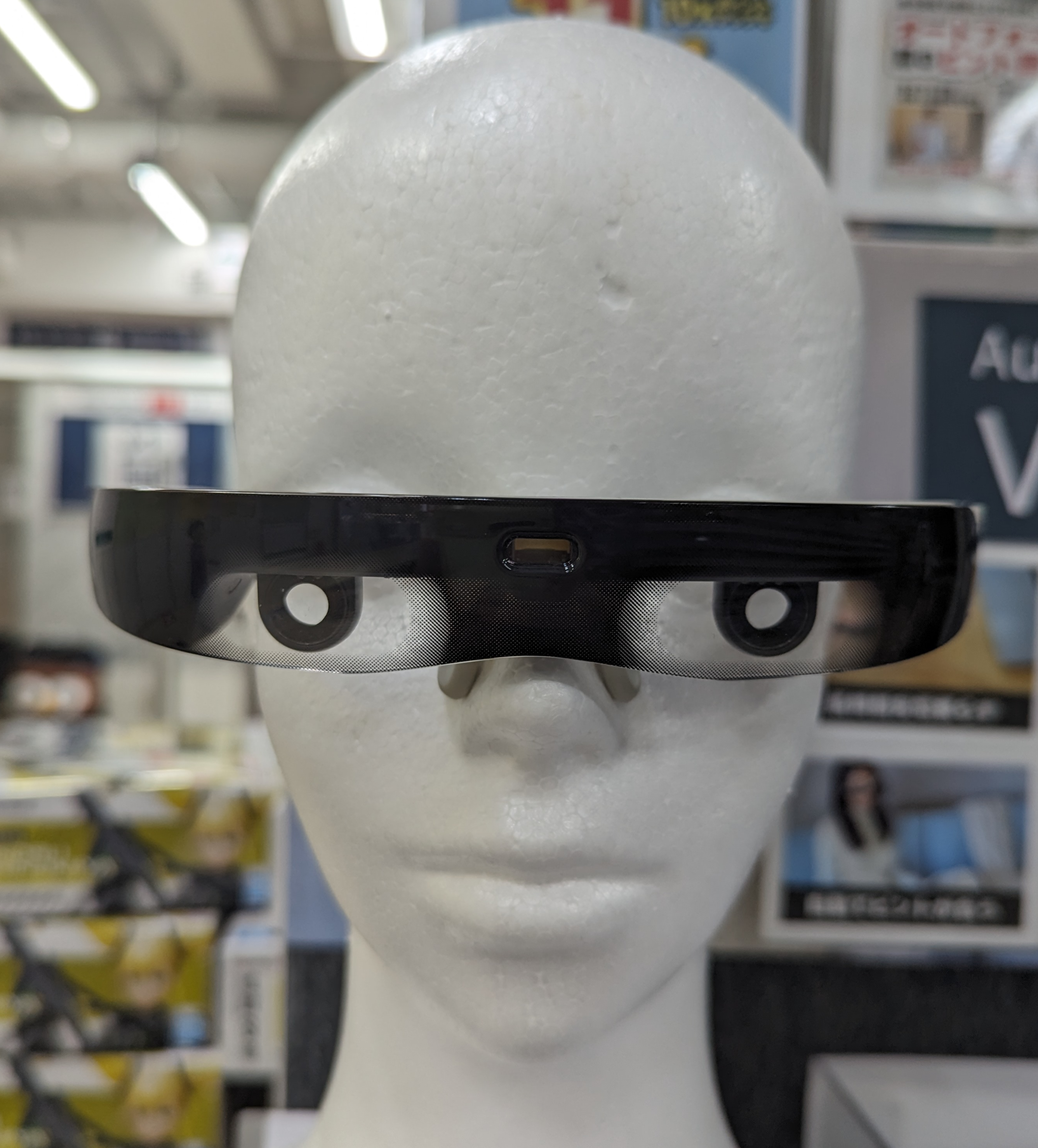
「vixion01」を装着したマネキン

- 「HOYA MW10 HiKARI」 - 夜盲症と視野狭窄の人を対象とした眼鏡型のウェアラブル機器。HOYAが独自開発した小型低照度高感度カメラで捉えた像を明るい映像として装用者の左右の目の前に配置された有機ELディスプレイに投影する。2018年発売開始。2021年7月、新型モデルが発売された。新型モデルでは「HOYA MW10 HiKARI」で撮影された映像送信と音声通話を、事前登録したパートナーとリモートチャットできる機能を追加搭載している[8][10]。
- 「ViXion01」 -  自動ピント調整支援アイウェア[1][6]。視認対象との距離をセンサーで測定しそれに応じて瞬時にレンズの凹凸や厚みを変化させ、ピントを調整し、近視、遠視、老眼、乱視に対して1台で対応する[6][11]。見る対象物からおよそ50cmの距離で一度ピントを合わせると、それ以降、対象物からの距離に応じてレンズが自動的にピントを合わせ続ける[12]。開発時からデザイン会社Nendoが参画している[13]。商品名は2022年までは開発コードネームMWF（仮称）とされていた[6]。電子制御で厚みが変わるレンズが登場して以降、世界中でいくつものメーカーが「ViXion01」と同様のコンセプトを持つ製品を開発しているが、「Vixionは一番早く量産体制が整った例」であると報道されている[14]。2024年9月後継モデルである「ViXion01S」発表[15]。2024年10月に「2024年度グッドデザイン賞」において、「グッドデザイン・ベスト100」ならびに 「グッドフォーカス賞 [技術・伝承デザイン]（中小企業庁長官賞）」を受賞[16]。

## 技術開発中の取り組み
- 「ゆびさしアイ（Yubisashi AI）」 は、2025年3月に発表された視覚支援技術である[17][18][19]。ユーザーが指差した対象物をAIがリアルタイムで認識し、その名称や説明を画面表示および音声で案内する[17][18]。視覚障害者や高齢者など、視覚情報の取得が困難な人々の支援を目的として開発されており、「MW10 HiKARI」への実装も視野に入れている[19]。2025年5月に開催された「SusHi Tech Tokyo 2025」では、「MW10 HiKARI」に「ゆびさしアイ（AI）」を組み込んだ試作機が展示された[20]。さらに2025年7月の日刊工業新聞では、パンフレットの文章をそのまま案内するか要約して伝えるかを指の本数で切り替える仕組みや、赤信号や急な階段などの危険を知らせるだけでなく周囲に助けを求められる機能の検討が進められていると報じられた[21]。

## 歴史
- 2021年
  - 1月18日：設立。
  - 4月:営業開始。
  - 7月：「HOYA MW10 HiKARI」の2021年モデル発売開始[8]。
- 2022年
  - 8月：シリーズAラウンドで約10億円の資金調達に成功[22]。
  - 8月：千寿製薬と戦略的資本業務提携を締結[23]。
  - 10月：「第76回日本臨床眼科学会」で「HOYA MW10 HiKARI」を展示。
  - 11月：PwC財団の「2022年度第2期人間拡張・農福連携助成事業」の助成事業者に採択される[24]。
  - 11月：東京都中央区日本橋に本社移転。
  - 12月20日：「MWF（仮称）」がワールドビジネスサテライトのトレンドたまご年間大賞に選ばれる[6]。
- 2023年
  - 春：「MWF(仮)」発売予定とされていた。
  - 5月18日：「ViXion01」をアジア最大級のイノベーションカンファレンス「Deloitte Tohmatsu Innovation Summit 2023 / Entrepreneur Summit Japan」に出展[13][25]。
  - 6月2日：「ViXion01」のティザーサイト開設[26]。
  - 6月29日：「ViXion01」を一般販売に先駆けて、クラウドファンディングでの予約販売を開始[14][27][28]。
  - 7月11日：ヴィクシオンが「ViXion01」がクラウドファンディング開始から12日で、支援金額が1億円を突破したと発表[9]。
  - 7月27日：「ViXion01」のクラウドファンディングの支援金額が2億円を突破したと発表[29]。
  - 9月4日：「ViXion01」のクラウドファンディングの支援金額が3億円を突破したと発表[30]。
  - 9月30日：「ViXion01」のクラウドファンディングが支援金額4億円を突破し、達成率8505%で終了したと発表[31]。
  - 11月22日：「ViXion01」が日本科学未来館の“老い”をテーマにした「老いパーク」で常設展示開始[32]。
- 2024年
  - 1月9日～12日：「ViXion01」が、ラスベガスで開催されたテックイベントCES2024に出展され、「Omdia Innovation Awards2024」と、「Phandroid – Best of CES 2024」の2つの賞を受賞[33]。
  - 1月12日：「ViXion01」が、第4回「蔦屋家電＋ 大賞」グランプリ[34]。
  - 3月1日：「ViXion01」が「GREEN AWARD 2023」でPLATINUMアワード（最優秀賞）受賞[35]。
  - 3月15日：「ViXion01」が、家電小売店としては初めてビックカメラで店頭販売を開始[36]。
  - 9月13日：ドイツ・ベルリンで開催された世界最大級のコンシューマーエレクトロニクスの祭典「IFA2024」において、「IFA Next Pitch Battle」でグランプリを受賞[37]。
  - 9月17日：「ViXion01」の後継モデル「ViXion01S」の情報公開[15]。前モデル比較で40%の軽量化となっている[15]。
  - 10月10日：「ViXion01S」がデジタルイノベーションの総合展「CEATEC 2024」の『CEATEC AWARD』において『総務大臣賞』を受賞[38]。
  - 10月16日：「ViXion01」が「2024年度グッドデザイン賞」において、「グッドデザイン・ベスト100」ならびに 「グッドフォーカス賞 [技術・伝承デザイン]（中小企業庁長官賞）」を受賞[5][16]。
  - 12月10日：中国で販売開始[39]。日本国外では初の海外展開となる[39]。
  - 12月13日：「ViXion01S」のファームウェア開発において、軽量スクリプト言語mruby/cが採用された[40]。
- 2025年
  - 2月5日：「ViXion01S」が「GREEN AWARD 2024」でPLATINUMアワード受賞[41]。PLATINUMアワード受賞は2年連続となる。
  - 2月7日：オートフォーカスアイウェア「ViXion01」および「ViXion01S」のシリーズ累計受注台数が、1万台を突破[42]。
  - 3月4日：ViXion株式会社は、株式会社パイロットコーポレーションと資本業務提携契約を締結したと発表[43]。ViXionはパイロットコーポレーションを引受先とする3億円の第三者割当増資を実施した[43]。総合筆記具メーカーのパイロットコーポレーションとの協業により、革新的な新製品の共同開発、製品販売を通じた価値共創を行うとしている[43]。
  - 3月6日:「ViXion01S」が「福岡県未来ITイニシアティブ設立記念アワード」で大賞を受賞[44]。
  - 3月31日：AI技術を利用した視覚支援技術「ゆびさしAI」発表[17][18][19]。
  - 5月8日：「MW10 ゆびさしアイ（AI）」の試作機が「SusHi Tech Tokyo 2025」に出展された[20]。
  - 5月21日〜24日：マカオで開催されたアジア最大級の国際テクノロジーイベント「BEYOND EXPO 2025」に出展し、社会的インパクトの高いプロジェクトに贈られる「BEYOND Impact Award 2025」を受賞[45]。
  - 5月30日：⽇本テレビと博報堂が設立したグロース支援会社 Spotlight を引受先とする第三者割当増資を実施したと発表[46]。調達額は非公開。
  - 6月5日：「ViXion01S」の一般販売開始[47]。
  - 6月21日～29日：大阪・関西万博において日本貿易振興機構および経済産業省が主催する「次世代医療機器等体験コーナー」に出展[48][49]。

## 受賞歴
- 2022年
  - 12月20日：ワールドビジネスサテライトトレンドたまご年間大賞[6]。
- 2024年
  - 1月9日～12日：CES2024「Omdia Innovation Awards2024」、「Phandroid – Best of CES 2024」受賞[33]。
  - 1月12日：第4回「蔦屋家電＋ 大賞」グランプリ[34]。
  - 3月1日：「GREEN AWARD 2023」PLATINUMアワード（最優秀賞）受賞[35]。
  - 9月13日：「IFA2024」で開催された「IFA Next Pitch Battle」でグランプリ受賞[37]。
  - 10月10日：「CEATEC 2024」の『CEATEC AWARD』において『総務大臣賞』受賞[38]。
  - 10月16日：「グッドデザイン・ベスト100」、 「グッドフォーカス賞 [技術・伝承デザイン]（中小企業庁長官賞）」受賞[5][16]。
- 2025年
  - 2月5日：「GREEN AWARD 2024」PLATINUMアワード受賞[41]。
  - 3月6日：「福岡県未来ITイニシアティブ設立記念アワード」で大賞受賞[44]。
  - 5月21日〜24日：「BEYOND EXPO 2025」で「BEYOND Impact Award 2025」受賞[45]。

## 資金調達
- 2022年
  - 8月：シリーズAラウンドで約10億円の資金調達[22]、千寿製薬と戦略的資本業務提携を締結[23]。
- 2023年
  - 9月：クラウドファンディング（kibidango、GREEN FUNDING）を実施し、支援額4億円[31]。
- 2024年
  - 12月：クラウドファンディング（kibidango、GREEN FUNDING）を実施し、支援額1億2千万円[50]。
- 2025年
  - 3月4日：パイロットコーポレーションと資本業務提携契約を締結し、はパイロットコーポレーションを引受先とする3億円の第三者割当増資を実施[43]。
  - 5月30日： Spotlight を引受先とする第三者割当増資を実施したと発表[46]。調達額は非公開。